# Бригем (Вісконсин)
Бригем (англ. Brigham) — місто (англ. town) в США, в окрузі Айова штату Вісконсин. Населення — 1037 осіб (2020).

## Демографія
Згідно з переписом 2010 року, у місті мешкали 1034 особи в 390 домогосподарствах у складі 303 родин. Було 430 помешкань
Расовий склад населення:
| - 97,6 % — білих - 0,6 % — азіатів - 0,2 % — чорних або афроамериканців - 0,1 % — корінних американців |

До двох чи більше рас належало 0,8 %. Частка іспаномовних становила 2,1 % від усіх жителів.
За віковим діапазоном населення розподілялося таким чином: 23,6 % — особи молодші 18 років, 64,7 % — особи у віці 18—64 років, 11,7 % — особи у віці 65 років та старші. Медіана віку мешканця становила 43,4 року. На 100 осіб жіночої статі у місті припадало 112,3 чоловіків;  на 100 жінок у віці від 18 років та старших — 115,3 чоловіків також старших 18 років.
Середній дохід на одне домашнє господарство  становив 109 830 доларів США (медіана — 88 750), а середній дохід на одну сім'ю — 114 907 доларів (медіана — 101 786). Медіана доходів становила 61 771 долар для чоловіків та 51 250 доларів для жінок. За межею бідності перебувало 1,8 % осіб, у тому числі 1,0 % дітей у віці до 18 років та 2,2 % осіб у віці 65 років та старших.
Цивільне працевлаштоване населення становило 567 осіб. Основні галузі зайнятості: освіта, охорона здоров'я та соціальна допомога — 25,6 %, виробництво — 11,8 %, роздрібна торгівля — 10,9 %, сільське господарство, лісництво, риболовля — 10,6 %.